# Gruppo di NGC 545
Il Gruppo di NGC 545 comprende almeno 11 galassie situate nella costellazione della Balena.
Questo gruppo fa parte anche del più vasto ammasso di galassie denominato Abell 194.

## Descrizione

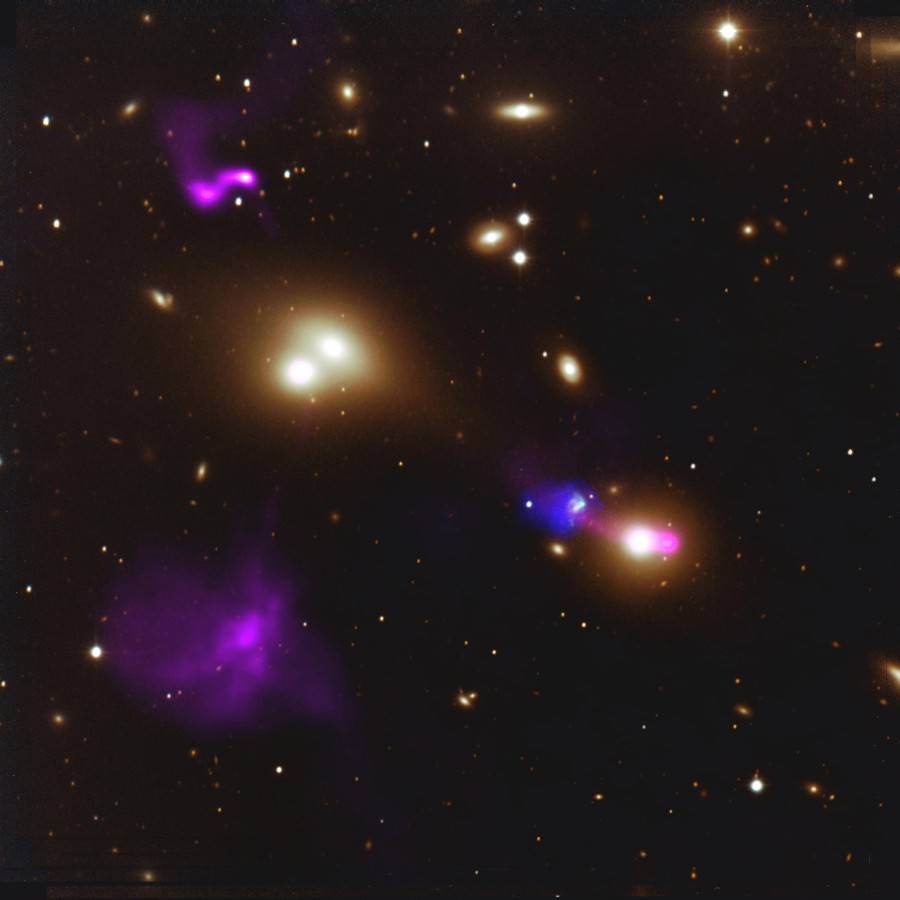
L'ammasso Abell 194. (Image courtesy of NRAO/AUI and Courtesy of S. Croft; W. van Breugel; W. de Vries; J. van Gorkom; H. Morganti; T. Osterloo; M. Dopita; M. Gregg)

La distanza media tra il centro di massa di questo gruppo e la nostra Via Lattea è di 76,2 megaparsec.
Due galassie di questo gruppo, NGC 545 e NGC 547, producono forti getti di materia nella regione che contorna il buco nero supermassiccio che si ritiene sia situato al loro centro. Questi getti sono stati captati dai radiotelescopi del VLA e sono mostrati in viola nelle immagini dell'ammasso riprese dal NRAO. I getti di queste due galassie interagenti gravitazionalmente vengono proiettati fino a distanze dell'ordine di 250'000 anni luce. Il getto più corto della galassia NGC 541, mostrato un po' più in basso a destra nell'immagine, entra in collisione con una nube di idrogeno. L'onda d'urto creata da questo getto ha generato una zona di formazione stellare visibile nell'immagine ripresa dal telescopio di 2,3 m dell'osservatorio di Siding Spring in Australia. Questo raro tipo di incubatoio stellare è conosciuto con il nome di "oggetto di Minkowski".

## Membri
Le 11 galassie considerate membri del gruppo nell'articolo di Mahtessian del 1998 sono le seguenti:
| Nome      | Tipo           | Classificazione | RA (J2000.0)  | DEC (J2000.0) | Velocità radiale (km/s) | Magnitudine apparente | Distanza (Mpc) | Dimensioni (kal) |
| --------- | -------------- | --------------- | ------------- | ------------- | ----------------------- | --------------------- | -------------- | ---------------- |
| NGC 545   | SA0^-          | Lenticolare     | 01h 25m 59.1s | -01° 20′ 25″  | 5338 ± 7                | 12,2                  | 74,2 ± 5,2     | 221              |
| NGC 530   | SB0^+          | Lenticolare     | 01h 24m 41.6s | 01° 35′ 13″   | 5007 ± 27               | 13,1                  | 69,3 ± 4,9     | 116              |
| NGC 541   | S0^-?          | Lenticolare     | 01h 25m 44.3s | -01° 22′ 46″  | 5442 ± 6                | 12,2                  | 75,5 ± 5,3     | 161              |
| NGC 547   | E1             | Ellittica       | 01h 26m 00.6s | -01° 20′ 43″  | 5468 ± 6                | 12,2                  | 76,1 ± 5,3     | 93               |
| NGC 560   | S0^0           | Lenticolare     | 01h 27m 25.4s | -01° 54′ 47″  | 5510 ± 17               | 13,0                  | 76,8 ± 5,4     | 114              |
| NGC 564   | E              | Ellittica       | 01h 27m 48.2s | -01° 52′ 46″  | 5836 ± 17               | 12,5                  | 81,6 ± 5,7     | 158              |
| NGC 570   | (R')SB(rs)a    | Spirale barrata | 01h 28m 58.6s | -00° 56′ 56″  | 5504 ± 23               | 12,8                  | 77,0 ± 5,4     | 142              |
| NGC 577   | (R')SB(r)a pec | Spirale barrata | 01h 30m 40.7s | -01° 59′ 40″  | 5937 ± 6                | 12,9                  | 83,2 ± 5,8     | 178              |
| NGC 585   | Sa?            | Spirale         | 01h 31m 42.1s | -00° 56′ 00″  | 5431 ± 19               | 13,1                  | 75,4 ± 5,3     | 183              |
| UGC 892*  | SB(r)ab        | Spirale barrata | 01h 21m 16.6s | -00h 32m 40s  | 5228 ± 5                | 11,950 ± 0,029        | 72,5 ± 5,1     | 149              |
| UGC 1062* | (R')SB0^0?(s)  | Lenticolare     | 01h 28m 59.5s | -00° 33′ 43″  | 5472 ± 23               | 12,510 ± 0,013        | 76,1 ± 5,3     | 95               |

- Le due galassie sono rispettivamente CGCG 0118.7-0048 e CGCG 0126.4-0049 e sono indicate come 0118-0048 e 0126-0049 nell'articolo di Abraham Mahtessian.[7]

Il sito DeepskyLog permette di trovare agevolmente le costellazioni in cui si trovano le galassie; in alternativa si possono utilizzare le coordinate delle galassie per individuarle. Se non altrimenti indicato, le coordinate sono quelle fornite dal sito NASA/IPAC (National Aeronautics and Space Administration / Infrared Processing and Analysis Center).